# Serambulbyl
Serambulbyl (Hypsipetes affinis) är en fågel i familjen bulbyler inom ordningen tättingar.

## Utbredning och systematik
Serambulbyl förekommer i södra Moluckerna och delas upp i två underarter med följande utbredning:
- H. a. affinis – Seram
- H. a. flavicaudus – Ambon

Vissa behandlar burubulbyl och moluckbulbyl som en del av affinis. Alla tre arter placeras istället ofta i släktet Thapsinillas eller Alophoixus, men genetiska studier visar att de är en del av Hypsipetes.

## Status
IUCN kategoriserar arten som livskraftig.